# Fabien Roussel
Fabien Roussel (Béthune, Pas de Calais, 16 d'abril de 1969) és un polític d'esquerres francès que ocupa el càrrec de secretari nacional del Partit Comunista Francès (PCF) des del 2018. Va ser elegit per representar la 20a circumscripció electoral del departament de Nord a l'Assemblea Nacional el 2017. Roussel va ser també candidat pel Partit Comunista a les eleccions presidencials de 2022.
Roussel ve d'una família d'activistes, És fill de Daniel Roussel, antic periodista de L'Humanité. Després d'acabar el batxillerat a Champigny-sur-Marne, a la regió de París, es va graduar al Centre de Desenvolupament de Periodistes (CPJ). Va començar la seva carrera com a reporter gràfic a la filial regional de les Ardenes del canal de televisió France 3. Un dels seus besavis paterns era un refugiat espanyol que va morir després d'haver estat internat al camp de Vernet.
Durant els seus anys de batxillerat, Fabien Roussel es va involucrar en el Moviment de Joves Comunistes de França (MJCF) per denunciar l'apartheid a Sud-àfrica i per exigir l'alliberament de Nelson Mandela. També va participar en grans manifestacions contra la llei Monory i el projecte Devaquet, relacionats respectivament amb l'accionariat dels treballadors i l'organització universitària.
Des de 1997, va ser assessor encarregat de la comunicació de la comunista Michelle Demessine, aleshores secretària d'Estat de Turisme amb el primer ministre Lionel Jospin. Després va treballar per a Jean-Jacques Candelier i Alain Bocquet.
El 2017 Roussel va ser elegit per a succeir a Bocquet com a membre del Parlament de la 20a circumscripció del Nord pel Partit Comunista Francès. El 2018 es va convertir en el líder del Partit Comunista.
El 9 de maig de 2021, Roussel va ser escollit per a representar el Partit Comunista a les eleccions presidencials de 2022, amb el 73 % dels vots dels 800 assistents a conferència nacional del partit.